# Etidijum bromid
Etidijum bromid je interkalirajući agens koji je ćesto koristi za fluorescentno obeležavanje (bojenje nukleinskih kiseline) u molekularno biološkim laboratorijama u tehnikama poput elektroforeze na gelu. On se često obeležava sa „EtBr“, mada se ta oznaka koristi i za bromoetan. Kad se izloži ultraljubičastom svetlu, on fluorescira sa narandžastom bojom, koja postaje skoro 20-puta jača nakon vezivanja za DNK. Pod imenom homidijum, on je u širokoj upotrebi od 1950-ih u veterini za lečenje tripanozomoze kod marve, bolesti koju uzrokuju tripanozomi. Visoka učestalost otpornosti na antibiotike čini ovaj tretman nepraktičnim u nekim oblastima, gde se srodni izometamidijum hlorid takođe koristi. Etidijum bromid može da bude mutagen, karcinogen ili teratogen, mada to zavisi od organizma i okolnosti.

## Literatura
- P, Borst (2005). „Ethidium DNA agarose gel electrophoresis: how it started”. IUBMB Life. 57 (11): 745—7. PMID 16511967. doi:10.1080/15216540500380855.